# Artigisa lignicolaria
Artigisa lignicolaria là một loài bướm đêm trong họ Erebidae.